# Sean McColl
Sean McColl (North Vancouver, 3 de septiembre de 1987) es un deportista canadiense que compitió en escalada, especialista en las pruebas de dificultad y combinada.
Ganó cuatro medalla en el Campeonato Mundial de Escalada entre los años 2012 y 2016. Además, consiguió una medalla de bronce en los Juegos Mundiales de 2017.

## Palmarés internacional
| Campeonato Mundial | Campeonato Mundial | Campeonato Mundial | Campeonato Mundial |
| Año                | Lugar              | Medalla            | Prueba             |
| ------------------ | ------------------ | ------------------ | ------------------ |
| 2012               | París (Francia)    | Medalla de oro     | Combinada          |
| 2012               | París (Francia)    | Medalla de plata   | Dificultad         |
| 2014               | Múnich (Alemania)  | Medalla de oro     | Combinada          |
| 2016               | París (Francia)    | Medalla de oro     | Combinada          |